# Andrzej Jagielski (geograf)
Andrzej Jagielski  (ur. 20 września 1925 w Gdańsku, zm. 8 listopada 2004) – polski geograf, specjalista geografii ludności i osadnictwa oraz demografii.

## Życiorys
Urodzony 20 września 1925 r. w Gdańsku w rodzinie inteligenckiej. Uczęszczał do szkół we Lwowie, Poznaniu i Warszawie. W czasie wojny należał do ruchu oporu. W 1944 r. uczestniczył w powstaniu warszawskim, a po jego upadku był więziony w obozach jenieckich w Niemczech, a po ich wyzwoleniu trafił do Włoch, gdzie w 1946 r. uzyskał maturę. Następnie przebywał w Wielkiej Brytanii. Zaraz po demobilizacji w 1947 r. wrócił do Polski. W latach 1947–1951 odbył studia na Wydziale Prawa Uniwersytetu Wrocławskiego, a już w 1950 r. został zastępcą asystenta w Katedrze Statystyki. W następnych latach awansował na stanowiska asystenta i adiunkta.
W 1959 r. odszedł z pracy na Uniwersytecie Wrocławskim i do września 1966 r. pracował jako adwokat, a następnie radca prawny. W 1961 r. uzyskał stopień doktora nauk przyrodniczych na podstawie pracy dot. rozwoju ludnościowego Afryki Północnej. Od 1963 r. wrócił na uczelnię i jako pracownik w Katedrze Geografii Ekonomicznej Uniwersytetu Wrocławskiego wykładał statystykę i geografię Afryki. W 1978 uzyskał habilitację z geografii ekonomicznej, a w 1988 został profesorem nadzwyczajnym.
W latach 1974–1978 był kierownikiem Zakładu Geografii Ekonomicznej, a od roku 1978 był kierownikiem Zakładu Geografii Społecznej i Ekonomicznej i pozostał na tym stanowisku do przejścia na emeryturę w 1995 r. Od 1981 do 1987 r. pełnił funkcję dyrektora Instytutu Geograficznego.
Prowadził badania w zakresie demografii społecznej, geografii ludności, geografii społecznej, geografii miast oraz zastosowań metod ilościowych i metodologii badań empirycznych. Autor 90 prac naukowych, promotor 8 doktorów i ok. 200 magistrów. Działał w Polskim Towarzystwie Geograficznym, Komisji Prognoz Demograficznych Głównego Urzędu Statystycznego, Związku Nauczycielstwa Polskiego, NSZZ Solidarność i zasiadał w Radzie Miejskiej Wrocławia.
Zmarł 8 listopada 2004 r. i został pochowany na Cmentarzu Osobowickim we Wrocławiu.

## Odznaczenia
- Krzyż Kawalerski Orderu Odrodzenia Polski[2]
- Krzyż Walecznych[2]
- Złoty Krzyż Zasługi[2]
- Medal 2 Korpusu Wojska Polskiego[2]
- War Medal 1939–1945[2]